# Stampede (album de Krokus)
Albums de Krokus
Heart Attack
(1988) To Rock or Not to Be
(1995)
Stampede est le onzième album studio du groupe de hard rock suisse, Krokus. Il est sorti le 14 novembre 1990 sur le label suisse Phonag Records et a été produit par Fernando Von Arb.

## Historique

### Nouvelle formation
Il est le premier album du groupe depuis sa séparation en 1988, mais la formation est totalement différente, de l'album Heart Attack ne subsiste que Fernando Von Arb. Il rassemble alors autour de lui les musiciens qui accompagnaient Chris Von Rohr sous le nom de Grand Slam lors de la tournée allemande de 1989. Il s'agit de Peter Tanner au chant, ce dernier officiait déjà au chant sur l'album Heavy Metal Marathon de The Heavy's en compagnie de Von Rohr et Von Arb, de Tony Castell et Many Maurer (ex -Killer) aux guitares et Peter Haas à la batterie. Fernando Von Arb abandonna sa place de guitariste solo pour se consacrer à la basse et à la guitare acoustique pour ne pas briser la complicité qu'avaient Tony et Many lors des parties de guitare . 

### Enregistrement
Une fois la nouvelle formation complète, elle investit les Pink Tonstudios de Jürg Nägeli (ancien bassiste-claviériste de Krokus) à Zuchwil dans le Canton de Soleure pour l'enregistrement de cet album. Nägeli officia derrière la console en tant qu'ingénieur du son et Fernando Von Arb produisit l'album avec l'aide de Many Maurer et Pedro Haldemann et l'album fut mixé par Hanspeter Huber aux Soundville-Studio à Lucerne. Aucun single ne viendra appuyer la sortie de l'album, une première depuis le tout premier album paru en 1976.

### Critique et réception
Après trois albums au son "américanisé", cet album marque le retour à un son plus "heavy" du style de l'album Headhunter, la voix de Peter Tanner se rapprochant de celle d'Udo Dirkschneider du groupe allemand Accept. Dans sa critique de l'album sur le site AllMusic, Jason Anderson considère cet album comme l'un des meilleurs que le groupe ait sorti, trouvant même à Peter Tanner plus de qualités qu'à Marc Storace.
Disponible à sa sortie uniquement en Suisse, cet album n'eut pas beaucoup de succès, il se classa pendant 6 semaines seulement dans les charts suisses, atteignant comme meilleur classement la 18e place. Il ressortira en 1999, combiné avec l'album suivant To Rock or Not to Be sous forme de double cd.

### Dissolution momentanée du groupe
Après avoir tourné quelque temps pour promouvoir cet album, le groupe fut mis entre parenthèses. En mai 1992, les médecins diagnostiquèrent un lymphome à Fernando Von Arb, ce qui l'obligea à tout arrêter pour se soigner.

## Liste des titres
| No  | Titre                    | Auteur                                      | Durée |
| --- | ------------------------ | ------------------------------------------- | ----- |
| 1.  | Stampede                 | Fernando Von Arb, Many Maurer, Peter Tanner | 4:42  |
| 2.  | Electric Man             | Von Arb, Maurer, Tanner                     | 5:23  |
| 3.  | Rock Roll Gypsy          | Von Arb, Maurer, Tanner                     | 4:36  |
| 4.  | Shotgun Boogie           | Von Arb, Maurer, Tanner, Patrick Mason      | 5:20  |
| 5.  | Nova-Zano                | Von Arb, Maurer, Tanner, Mason              | 6:27  |
| 6.  | Street Love              | Von Arb, Maurer, Tanner                     | 4:31  |
| 7.  | Good Times               | Von Arb, Maurer, Tanner                     | 4:43  |
| 8.  | She Drives Me Crazy      | Von Arb, Maurer, Tanner, Mason              | 5:13  |
| 9.  | In the Heat of the Night | Von Arb                                     | 7:00  |
| 10. | Rhythm of Love           | Von Arb, Maurer, Tanner, Mason              | 5:23  |
| 11. | Wasteland                | Maurer, Tanner                              | 7:03  |

Titre bonus réédition 1999
| No  | Titre                      | Auteur        | Durée |
| --- | -------------------------- | ------------- | ----- |
| 12. | You Ain't Seen Nothing Yet | Randy Bachman | 3:54  |

## Musiciens
Sur l'album
- Fernando Von Arb: basse, guitare acoustique
- Peter Tanner: chant
- Many Maurer: guitare solo
- Tony Castell: guitare rythmique, chœurs
- Peter Haas: batterie, percussions

avec
- Rahel Studer: Violoncelle sur Nova-Zano
- Chris Egger: chœurs

Sur le titre bonus
- Fernando Von Arb: guitare solo
- Marc Storace: chant
- Mark Kohler: guitare rythmique
- Many Maurer: basse
- Freddy Steady: batterie, percussions

## Charts
| Pays   | Durée du classement | Meilleur classement |
| ------ | ------------------- | ------------------- |
| Suisse | 6 semaines          | 18e                 |